# Jeanne de Valois (1304-1363)
Pour les articles homonymes, voir Jeanne de Valois.
Jeanne de Valois, née en 1304 et morte le 9 juillet 1363, dite Madame d'Artois, est une fille de Charles de France, fils du roi Philippe III le Hardi et frère de Philippe IV le Bel. Elle est donc la demi-sœur de Philippe de Valois, qui devient roi de France en 1328 sous le nom de Philippe VI, à la suite de l'extinction de la lignée masculine des Capétiens directs.
Épouse de Robert III d'Artois, elle subit les conséquences du conflit de celui-ci avec Mahaut d'Artois et passe plusieurs années internée au Château-Gaillard.

## Biographie

### Origines familiales
Elle fait partie de la maison de Valois, qui commence avec son père, Charles de France (1270-1325), comte de Valois, mais aussi comte d'Anjou et comte du Maine.
Sa mère est Catherine de Courtenay (1274-1307), impératrice (en titre) de Constantinople. À l'issue de la prise de Constantinople par les Croisés en 1204, l'empire byzantin est dirigé par des « empereurs latins », dont son grand-père, Baudouin II, est le dernier à régner effectivement, de 1228 à 1261 (date de la reprise de la ville par les Grecs de l'empire de Nicée). Il reste cependant empereur titulaire de Constantinople, titre honorifique transmis à son fils Philippe Ier de Courtenay (1243-1283), père de Catherine.  
Jeanne n'est que la demi-sœur de Philippe de Valois (1293-1350), dont la mère est Marguerite d'Anjou. 
Philippe de Valois accède au trône à la mort de Charles IV le Bel, dernier représentant mâle de la dynastie des Capétiens directs. La cour de France décide alors de refuser la succession à la fille de Philippe le Bel, Isabelle de France (1295-1358), épouse du roi d'Angleterre Édouard II et mère du roi Édouard III, et de choisir Philippe de Valois, le plus proche en ligne masculine du dernier roi (cousin germain).

### Mariage et descendance
En 1318, elle épouse Robert III d'Artois (1287-1342), comte de Beaumont-le-Roger (Eure) et seigneur de Conches (Eure).
De leur mariage naissent sept enfants :
- Christine née en 1319 ;
- Louis (1320-1329) ;
- Jean (1321-1387), comte d'Eu ;
- Jeanne (1323-1324) ;
- Jacques (1325-après 1347) ;
- Robert (1326-après 1347) ;
- Charles (1328-1385), comte de Pézenas.

Autrefois, elle était considérée comme la mère de Blanche d'Aumale, mais celle-ci est aujourd'hui rattachée à d'autres parents.

### Conflit avec Mahaut d'Artois (1331) et emprisonnement (1334-1350)
Robert III d'Artois, qui estime avoir été spolié du comté d'Artois par sa tante Mahaut, lui intente un procès au cours duquel il présente de faux documents réalisés par lui-même. En conséquence, il est condamné au bannissement en 1331. 
En 1334, Jeanne de Valois et ses enfants sont emprisonnés au Château-Gaillard, sur l'ordre du roi Philippe VI[pas clair] (son demi-frère). En 1342, son époux meurt à Londres.
Deux versions s'opposent sur l'issue de cette affaire : 
- selon une première version[réf. nécessaire], elle n'a jamais été libérée et est morte en prison ;
- selon une deuxième[réf. nécessaire], elle a été libérée, ainsi que ses fils, à l'avènement de Jean II le Bon en 1350.

### Mort et funérailles
Jeanne de Valois meurt le 9 juillet 1363 et est inhumée dans l'église des Augustins de Paris.